# Paris Hilton
Paris Whitney Hilton (New York City, New York, 17. veljače 1981.) modna je kreatorica, manekenka, glumica, pjevačica i poslovna žena. Jedna je od nasljednica lanaca hotela Hilton kojeg je osnovao njen pradjed Conrad Hilton (1887. – 1979.).

## Životopis
Paris Hilton je kćer Richarda Hiltona i Kathy Richards-Hilton. Ima mlađu sestru Nicholai „Nicky“ Hilton i dva mlađa brata, Barrona i Conrada Hiltona. Rodila se u New Yorku, ali je odrasla na Beverly Hillsu u Kaliforniji. Počela je manekensku karijeru kao adolestenica kada je potpisala ugovor s modnom agencijom Trump Model Management. Uskoro je postala viđena poznata osoba na noćnim zabavama što joj je donijelo popularnost, dok joj je seks vrpca koja je puštena u javnost 2003. godine donijela globalnu prepoznatljivost, koju je utvrdila petogodišnjim nastupom u Foxovom reality televizijskoj seriji Jednostavan život.
Povremeno nastupa s malim ulogama u filmovima, televizijskim serijama i izdaje pjevačke singlove, a bavi se i prodajom vlastite linije parfema. Utjelovljenje je fenomena osoba koje su postale poznate isključivo po tome što su poznate. Godine 2007. ušla je u Guinnessovu knjigu rekorda kao najprecjenjenija poznata osoba. Svojim poslovima, Paris je zaradila oko 10 milijuna američkih dolara.

## Filmografija

### Igrani filmovi
- 1991.: Wishman
- 2000.: Sweetie Pie
- 2001.: Zoolander
- 2002.: QIK2JDG
- 2002.: (Nine Lives)
- 2002.: American Dreams
- 2003.: L.A. Knights
- 2005.: Kuća od voska
- 2008.: Repo! The Genetic Opera
- 2008.: Big Fat Important Movie (An American Carol)

### Serije i emisije
- 2003.: „Jednostavan život“
- 2004.: „Jednostavan život 2: Putovanje“
- 2005.: „Bullrun: Cops, Cars & Supers“
- 2005.: „Pauly Shore Is Dead“
- 2005.: „American Dreams“

## Vanjske poveznice
- Službena stranica Paris Hilton